# Basso (Benin)
Basso è un arrondissement del Benin situato nella città di Kalalé (dipartimento di Borgou) con 11.696 abitanti (dato 2006).